# مكتبة محوسبة
المكتبات المحوسبة (بالإنجليزية: Computerize Libraries)‏ هي مكتبة تستعمل أنظمة حاسوبية في إدارة مجموعة من الأعمال كانت تجري يدويا من قبل مثل عملية الإعارة والفهرسة. والهدف الأساسي لحوسبة المكتبات، هو تحقيق سرعة ودقة عاليتين في تنفيذ الإجراءات وتقديم الخدمات، بالاعتماد على مميزات الحواسيب في هذا المجال.

## حوسبة المكتبات
التحول من الشكل التقليدي والعمل اليدوي الذي ينجز في المكتبات تدريجيا، باتجاه استخدام الحواسيب، وقد يكون هذا التحول جزئياً، أو كليا في كل أو بعض الأعمال المكتبية. على سبيل المثال، استخدام نظام محوسب للإعارة بدلا من النظام اليدوي، أو تحويل الفهرس البطاقي إلى فهرس آلي وهكذا، بالنسبة للخدمات والإجراءات الأخرى. لكن السمة الأساسية لهذا المستوى هي في حفاظه على الهدف العام من الخدمة وإجراءات تقديمها. بمعنى إن جوهر الاختلاف، يكمن في آلية التنفيذ بين الحاسوب والعمل اليدوي، لكن المشكلة هنا ترتبط في الحاجة المستمرة للعمل اليدوي، كونه ركيزة التحول إلى العمل المحوسب، فبناء نظام الفهرس الآلي يقوم على أساس وجود فهرس بطاقي، الذي تحتفظ به معظم المكتبات، إلى جانب الفهرس الآلي، وهذا الحال ينطبق على نظام الإعارة وغيرها من أنظمة المكتبة الأخرى، التي يتم حوسبتها.وعليه يمكن القول إن ناتج العمل اليدوي(المخرجات)، تكون ذاتها مدخلات النظام المحوسب في هذا المستوى، أو يكون النظام المحوسب في المكتبات مكملا للنظام اليدوي فيها.
لذا فان فالفهرس الآلي(المحوسب) على سبيل المثال، يختلف عن الفهرس البطاقي في جوانب السرعة والدقة والشمولية. لكن معطياته تؤدي إلى نتيجة مماثلة لتلك التي نحصل عليها، باستخدام الفهرس البطاقي وهي الوصول إلى المصدر الورقي مع الأخذ بنظر الاعتبار فارق الجهد والسرعة والدقة.
حوسبة العمليات المكتبية، في مفهومها العام، تعني استخدام الحواسيب وملحقاتها المادية والبرمجية في تنفيذ الخدمات والإجراءات المكتبية، التي كانت تنفذ بالاعتماد على الوسائل والأدوات التقليدية. والهدف الأول، هو تهيئة الوسائل والأساليب والمعدات، التي تسمح لقاعدة عريضة من المستفيدين بالوصول السريع والدقيق إلى المعلومات أو مصادرها.

## كفاءة الأنظمة الحاسوبية
كفاءة الخدمة في أي مكتبة، تعتمد بالدرجة الأساس على قدرتها في اختزال عدد الحلقات أو الخطوات التي يتوجب على المستفيد المرور بها، في سبيل الحصول على المعلومات، وكلما كان وصوله مباشرا، بمعنى الحصول على المعلومة لا على المصادر المتوفرة فيها كان ذلك مؤشرا، على كفاءة الخدمة في هذه المكتبة.
وإذا ما نَظرنا إلى المكتبات ومراكز المعلومات على إنها نظم معلومات، بمعنى إنها مجموعة العناصر البشرية والآلية، اللازمة لجمع وتحليل ومعالجة البيانات، لغرض تحويلها إلى معلومات تساعد المستفيدين على اتخاذ القرارات. عندها يمكن القول، إن ما سيحصل عليه المستفيد من معلومات ومصادر معلومات، هي في واقع الأمر، مخرجات هذه الأنظمة، وتكفي الإشارة، إلى إن الخطوات والإجراءات المتبعة في تحليل وتصميم نظم المعلومات كافة، تعطي أهمية خاصة لموضوع المخرجات، بدرجة أكبر وأكثر تفصيلا، من المراحل الأخرى، بل إن مراحل التصميم تبدأ دائما بالمخرجات على الرغم من إنها آخر ما نحصل عليه. ويبرر محللي النظم هذا الإجراء بقولهم، إن مخرجات النظم هي في واقع الأمر تمثل العائد (الربح) وعلى الرغم من إن العائد هو آخر ما نحصل عليه في إي مشروع، لكنه أول ما نفكر فيه ونخطط له.
وطبقا لأسلوب النظم، فأن حل أي مشكلة يبدأ دائما بتعريفها، وبدون تحديد المخرجات سيكون من الصعب إن لم يكن من المستحيل تحديد المدخلات وعمليات المعالجة.وتأكيدا لهذا النهج فان المستفيد، بوصفه صاحب الحاجة الفعلية للمعلومات لا يعنيه أي من المراحل التي تسبق مرحلة إشباع الحاجة لديه، والكثير منهم لا يدرك إن هناك مجموعة من الأنشطة والعمليات التي تسبق النشاط الأخير، أو الأداة التي استخدمها في التعرف على وجود أو عدم وجود ما يلبي طلبه، ففي مجال العمل المكتبي على سبيل المثال، لا يعرف الكثير من المستفيدين معنى نظام تصنيف أو قواعد فهرسة، لكن معظمهم يستطيع أن يعطي معنى يكاد يكون حقيقي (للفهرس البطاقي) على الرغم من وجود ارتباط مباشر للفهارس البطاقية بعمليات التصنيف والفهرسة.

## الفرق بين المكتبة المحوسبة والمكتبة الرقمية
يختلف مفهوم المكتبات الرقمية Digital Libraries عن مفهوم المكتبات المحوسبة في علاقة الأخير بالنظام التقليدي، فالنظام الرقمي يتكامل، عندما يتم الاستغناء نهائية عن الطرائق اليدوية في العمل المكتبي إلى الطرائق المحوسبة، بحيث يكون الحاسوب وكل ما يتصل به، من معدات ووسائط خزن رقمية، أدوات لتنفيذ العمل في مراحله المختلفة. ويبقى الجهد البشري مسؤول عن تشغيل وتوجيه هذه الأدوات لتنفيذ الوظائف والأعمال وتقديم الخدمات. وأهم ما يميز هذا النوع من المكتبات، هو الطبيعة الرقمية لمصادر المعلومات، التي كانت قد حافظت على شكلها الورقي في المكتبات المحوسبة. والمستفيد هنا يتعامل بشكل مباشر مع معطيات رقمية، فعندما يستخدم المستفيد الفهرس الآلي في المكتبات المحوسبة، تكون غايته الحصول على معلومات، تمكنه من الوصول السريع والدقيق إلى مصدر أو مصادر معلومات موجودة بشكلها الورقي. لكن الفهرس الآلي في المكتبات الرقمية يُمَكن المستفيد من الوصول المباشر إلى مصادر المعلومات المنشورة إلكترونيا،ً بغض النظر عن وجود أو عدم وجود نسخة ورقية لها.
وعلى هذا الأساس فأن السمات التي تمييز المكتبات الرقمية عن المكتبات المحوسبة هي :
1. الجهد الإجرائي أقل حيث تنتفي الحاجة للعديد من الإجراءات الفنية التي كانت موجودة، مثل تسجيل المصادر وفهرستها وترتيبها في المخازن...الخ.
2. ميزانية أقل بسبب انخفاض كلفة المصادر المنشورة رقميا مقارنة مع المصادر الورقية، مثال على ذلك الموسوعة البريطانية التي يجاوز سعر نسختها الورقية عشرة أضعاف سعرها عندما تكون مجهزة على قرص مدمج.
3. ملاكات وظيفية أقل بسبب الاستغناء عن العديد من المهام والوظائف التي كانت موجودة لأغراض العمل التقليدي.
4. توفر معلومات بشكل أوسع واشمل، كونها مفتوحة على مقتنيات ومصادر معلومات عدد كبير من المكتبات ومؤسسات المعلومات، من خلال الاتصال المباشر، أو الاشتراك في شبكات المعلومات.
5. بنايتها أصغر من المعتاد لعدم حاجتها إلى مخازن كتب ومصادر المعلومات الأخرى، بحجم كبير، لقلت المصادر الورقية فيها.